# St. Augustine Shores (Florida)
St. Augustine Shores is een plaats (census-designated place) in de Amerikaanse staat Florida, en valt bestuurlijk gezien onder St. Johns County.

## Demografie
Bij de volkstelling in 2000 werd het aantal inwoners vastgesteld op 4922.

## Geografie
Volgens het United States Census Bureau beslaat de plaats een oppervlakte van
9,0 km², waarvan 8,9 km² land en 0,1 km² water.

## Plaatsen in de nabije omgeving
De onderstaande figuur toont nabijgelegen plaatsen in een straal van 16 km rond St. Augustine Shores.